# 板垣正貫

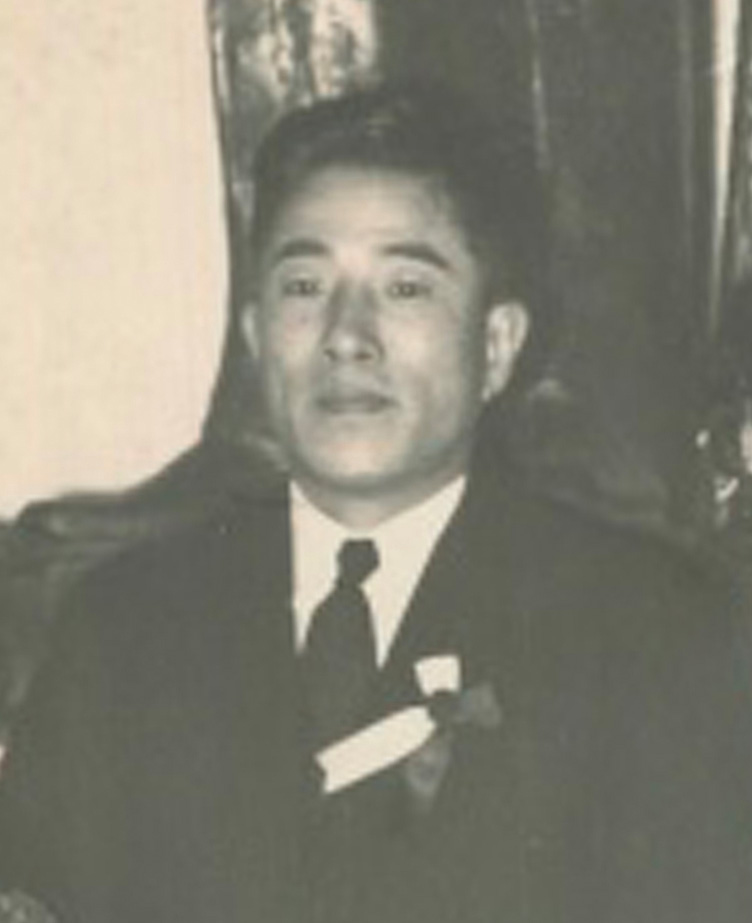
板垣正貫（1938年2月10日撮影）

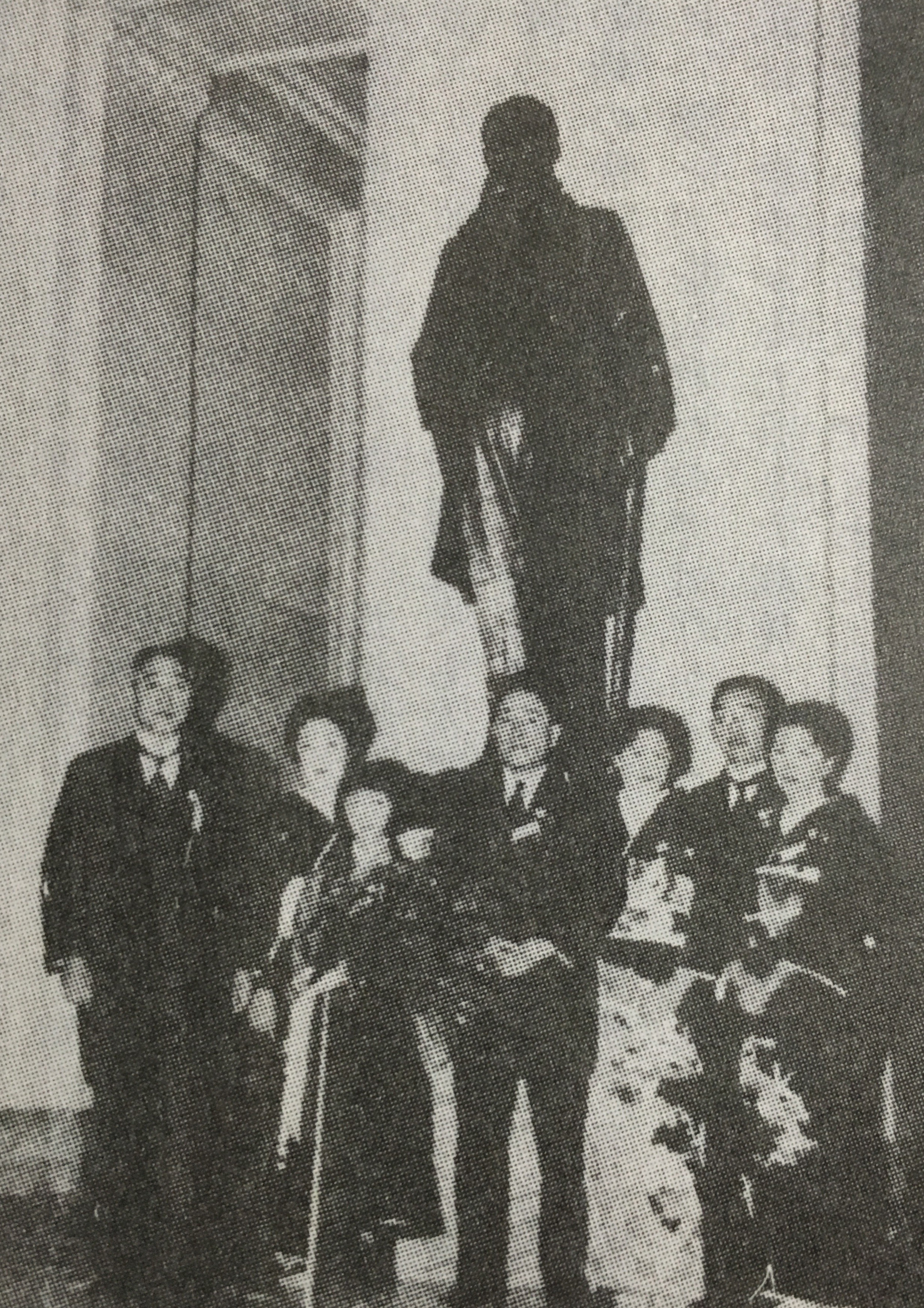
国会議事堂板垣退助像除幕式
（中央：板垣正貫夫妻）

板垣 正貫（いたがき まさつら/しょうかん、明治36年（1903年）2月3日 – 昭和17年（1942年）11月26日）は、板垣退助の孫で土佐板垣氏（乾氏）の第12代当主。

## 来歴

### 生い立ち
明治36年（1903年）2月3日、板垣鉾太郎の三男として東京府荏原郡品川町大字北品川宿141番地に生まれる。母は松本丑太郎の長女 節子（せつこ）。本名は「まさつら」と読むが、家人をはじめ親しい人からは「しょうかん」と音読みで呼ばれた。
大正15年（1926年）、早稲田大学専門部政治経済科を卒業し、浅野スレート株式会社に勤務する。

### 家督相続
同年（1926年）、兄板垣守正が、祖父退助を侮辱するかのような戯曲『自由党異変』を上演しようとして、自由党員らの反発を買い問題化したため、同5月24日付けで東京区裁判所の判決により6月12日に守正が隠居し、正貫が家督を相続することで事態を沈静化させた。

### 兄の民政党入党騒動
昭和3年（1928年）1月26日、兄板垣守正が旧自由党の後裔である政友会と敵対関係にある民政党に入党したことを発端とする騒動を起こしたため、2月2日夜今幡西衛らと発意して親族会議を開き、兄守正を板垣家および肉親関係にある親戚一同より永久に勘当するに決し、再び事態を沈静化させることに尽力した。

### 日光の板垣像建立

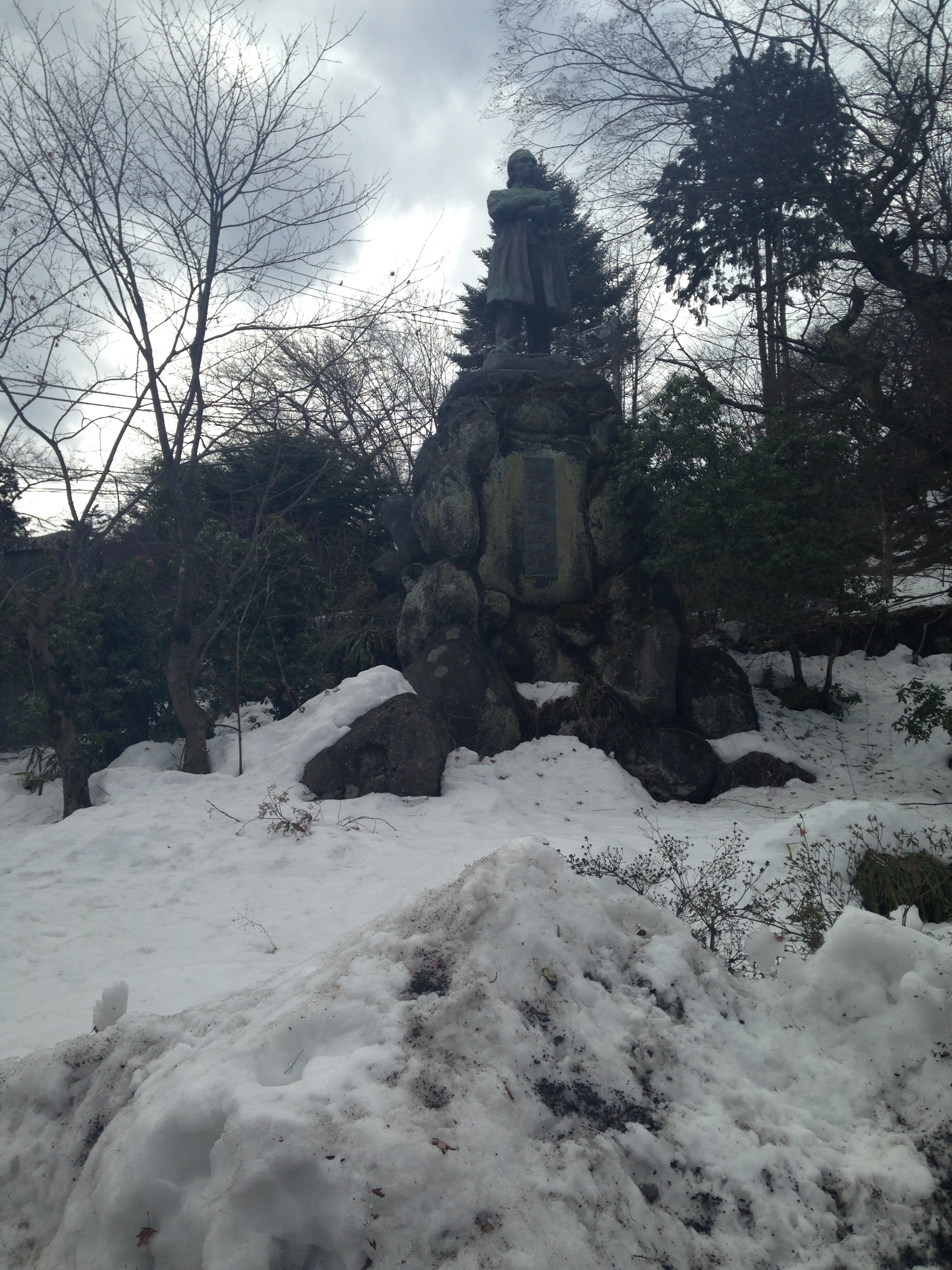
日光東照宮の板垣退助像(写真は戦後に復元されたもの)

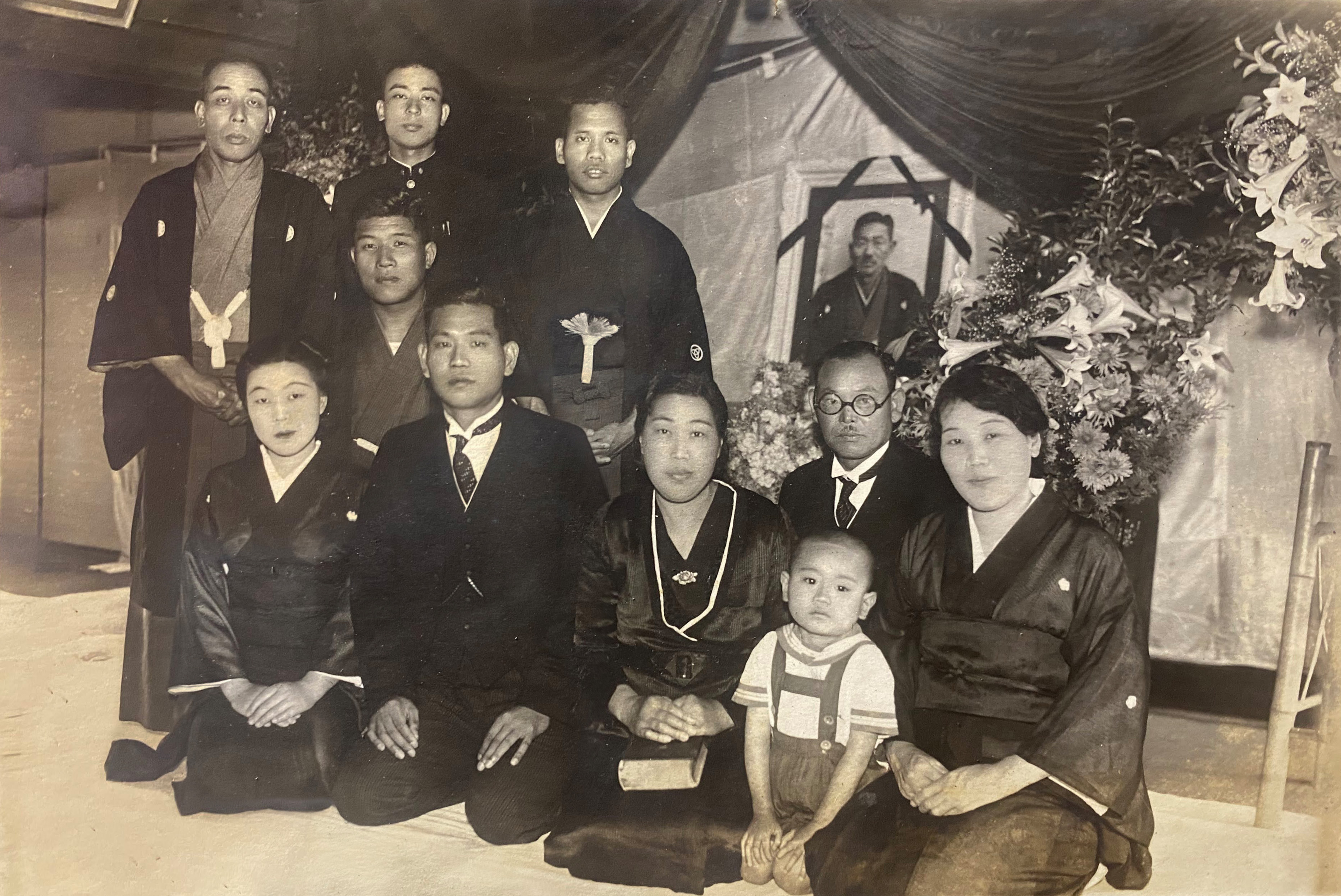
乾正士の葬儀（前列：乾一郎、中列：板垣正貫、川瀬徳太郎、後列：片岡孝）

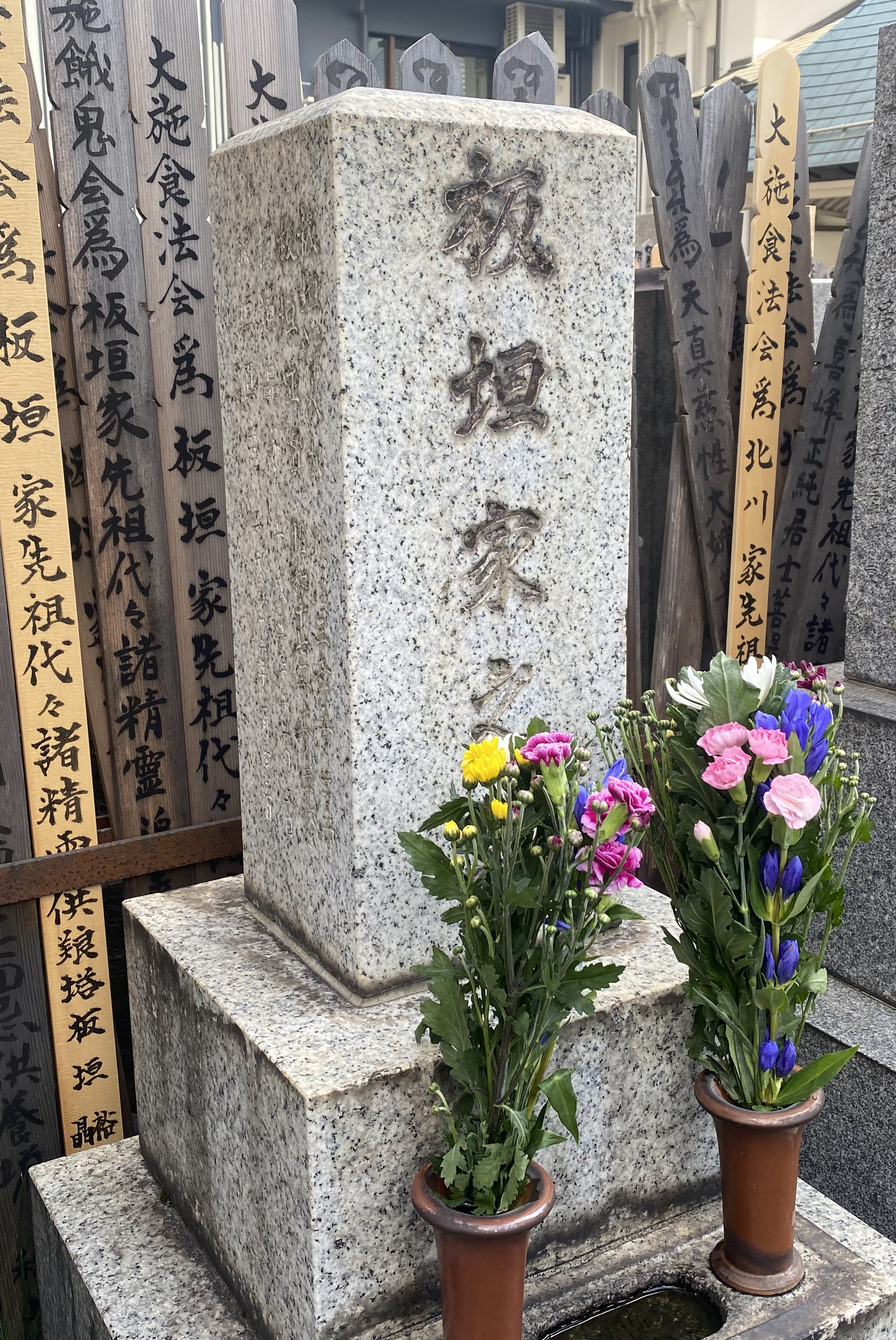
板垣正貫の墓（東京都内）

戊辰戦争の時、板垣退助が日光東照宮を戦火から救ったことから、昭和3年（1928年）12月、日光町内に「板垣伯彰徳会」が設立された。設立趣意書には「今日、世界の日光たるを得しめたるは、維新当時の官軍の主将・板垣退助氏の敬虔なる態度と周到なる措置とに由来することを、我等は追慕の念慮と感謝の誠意とを以て永久に忘れることが出来ないのである。（中略）明治維新の後に於ける政党の領袖、民権の首導者として隠れなき板垣伯は、一面武将として、精神家として、亦、特に世界の名勝たる我が日光にかうした尊き事跡を残されてゐる。（中略）郷土、人士さへこの社廟保護と日光発展の上に、斯くの如き人傑の偉力が注がれてゐることを熟知する者は比較的少数であることを思ふと洵に遺憾に堪へぬ」と記され、板垣退助の銅像建設をも目標として、名誉会長に栃木県知事、会長は日光町長、評議員に輪王寺門跡、日光東照宮宮司、二荒山神社宮司、日光町助役、日光精銅所長ら16名が名を連ねた。発起人は、日光精銅所長・金子智で着々と準備が整い、翌昭和4年（1929年）12月8日、銅像除幕式を迎えた。開会の辞は建設会長・今井徳順、工事ならびに会計報告・金子智、銅像製作報告・本山白雲、式辞・望月圭介（旧自由党員代表）、除幕、板垣正貫、奏楽、祝辞・浜口総理大臣代理、同祝辞・頭山満（板垣退助門人代表、自由民権運動の直系後継者代表）、同・犬養毅、同・栃木県知事、同・民政党支部長、同・政友会支部長、同・日光町長、家族代表謝辞・宮地茂秋（退助・孫）の順に行われ、式後山内休憩所に於いて直会が開かれた。銅像の題字は、徳川嫡流宗家の徳川家達が揮毫を行った。

### 婚姻
昭和10年（1935年）12月27日、山口県佐波郡防府町（三田尻）出身で、南満州鉄道京城出張所所長・土井芳輔の長女、晶子（あきこ）と婚姻し、昭和12年（1937年）6月、長女・範子が生まれた。

### 日本憲政五十周年
昭和13年（1938年）2月11日、「日本憲政五十周年」（大日本帝国憲法の施行から50周年）記念事業として、国会議事堂内に憲政の功労者として板垣退助、伊藤博文、大隈重信の銅像が建立され、除幕式に出席。除幕は、退助の外孫・浅野房子（退助の四女・千代子の次女）。

### 惣領誕生
昭和14年（1939年）8月、長男・退太郎が誕生。
昭和16年（1941年）6月18日、従兄・乾正士が大阪で死去。昭和17年（1942年）2月4日、父・板垣鉾太郎が死去。
昭和17年（1942年）11月26日死去。享年40。板垣家の家督は、昭和18年（1943年）3月9日、長男板垣退太郎が継いだ。昭和18年（1943年）5月、正貫の遺児（二男）・直磨が生まれた。

## 家族
- 祖父：板垣退助
- 祖母：板垣鈴（土佐藩士・小谷正臣の娘）
  - 父：板垣鉾太郎
  - 母：板垣節子（松本丑太郎の長女）
    - 長兄：板垣武生（夭逝）
    - 次兄：板垣守正
    - 本人：板垣正貫
    - 妻：板垣晶子（土井芳輔の長女）
      - 長男：板垣退太郎[10]
      - 二男：板垣直磨（1943年 - 2010年）
      - 妻：板垣陽子（山本勇の長女）
        - 孫（長男）：板垣晶大
        - 孫（長女）：板垣裕子

      - 長女：秋山範子（元日本経済新聞社編集局商品部長・秋山有世[11][12][13][14][15]の妻）

## 補註
1. ↑  乾正信を初代として起算した世代数。板垣信方より起算した場合は14代目となる。
2. ↑  現社名「エーアンドエーマテリアル」
3. ↑  『東京日日新聞』昭和3年（1928年）2月4日号参照
4. ↑  『東京朝日新聞』昭和3年（1928年）2月4日号参照
5. ↑  『板垣退助銅像修復の栞』板垣退助銅像改修期成会編（1990年）
6. ↑  『土陽新聞』昭和4年（1929年）12月10日号参照
7. ↑  『日光の板垣退助銅像』田辺昇吉著（所収『土佐史談』第161号）
8. ↑  『板垣退助銅像修復の栞』板垣退助銅像改修期成会編(1990年)
9. ↑  『板垣会会報』第1号
10. ↑  “板垣退太郎（オムロン（立石電機））”.   幕末英傑録-幕末維新子孫総覧2 (2002年). 2014年2月11日閲覧。
11. ↑  桶川町助役・秋山比呂の三男
12. ↑  “元日本経済新聞社編集局商品部長・秋山有世”.   平成19年(2007)度事業報告 (2007年). 2014年6月16日閲覧。
13. ↑  “桶川市選挙管理委員長・秋山有世”.   埼玉県桶川市情報ステーション (2012年5月1日). 2014年6月16日閲覧。
14. ↑  “景気先行指標としての日経商品指数-卸売物価指数に4ケ月先行-輸入通関やM2とも相関高い(経済分析講座),著者 秋山有世”.   日本経済研究センター会報(論文) (1981年8月15日). 2014年6月16日閲覧。
15. ↑  “追悼 米良周さん(秋山有世)”.   週刊先物ジャーナル『めらの目(第388回特別・最終号)』 (2012年2月22日). 2014年6月16日閲覧。